# Бридель (морское дело)
Бридель (от англ. bridle — узда) — цепь мёртвого якоря, который располагается в акватории портового рейда или гавани для постановки на него плавсредства без задействования своего собственного якорного оснащения. Как правило, свободный конец бриделя поддерживается у поверхности воды с помощью рейдовой бочки или располагается на дне с прикреплённым буйрепом и буем, который отмечает его расположение. Это позволяет судовой команде выбрать ходовой конец бриделя с помощью буйрепа и осуществить взятие на стопор.